# Tarca (település)
Tarca (szlovákul: Torysa) község Szlovákiában, az Eperjesi kerület Kisszebeni járásában.

## Fekvése
Kisszebentől közúton 19 km-re északnyugatra, a Tarca folyó partján fekszik.

## Története
A települést 1265-ben „Tharcza” alakban említik először. 1270-ben „Tarcha” néven említik, ekkor plébániája a szepesi prépostsághoz tartozott. Birtokosa Szász Detrik szepesi gróf volt. 1274-től a Berzeviczy család birtoka. A 13. században uradalmi központ, a tarcai uradalom központja, melyhez 12 falu tartozott. 1370-ben „Tarcha utraque”, 1374-ben „Tharcha et altera Tharcha”, 1408-ban „Kistharcha” néven szerepel a korabeli forrásokban. A 14. és 16. század között két faluból, Kis- és Nagytarcából állt. 1427-ben 17 portája a Berzeviczyeknek, 22 portája a Perényieknek adózott.
A 16. században a Péchy és Dessewffy családok tulajdonában találjuk. A középkorban területén vár is állt, a 16. században a Tarczay-család várkastélya állott itt. 1685-ben Dessewffy István kastélyát említik. A 18. századtól a Szirmay család birtoka. Mezőváros, mely hetipiac és vásártartási joggal rendelkezett, sóhivatala is volt. 1787-ben 113 házában 924 lakos élt.
A 18. század végén Vályi András így ír róla: „TARCZA. Torisza. Tót falu Sáros Várm. földes Urai Gróf Szirmay, és több Uraságok, lakosai katolikusok, fekszik Héthárshoz 3/4 mértföldnyire; Sóháza, és Ispotállya is van; határja középszerű.”
1828-ban 109 háza és 803 lakosa volt. Lakói főként zsellérek voltak, akik mezőgazdasággal, gyümölcstermesztéssel, fuvarozással, gabonakereskedelemmel foglalkoztak.
Fényes Elek 1851-ben kiadott geográfiai szótárában így ír a faluról: „Tarcza, Torissa, tót falu, Sáros vmegyében, a hasonnevű folyam mellett, Héthárs és Berzevicze közt: 727 romai, 51 g. kath., 11 zsidó lak. Liszt- és fűrészmalom. Az 1813-iki nagy árvíz, mind a Szirmay kastélyát, mind a kath. paroch. templomot ugy elsodrotta, hogy jelenleg nyoma sem látszik. F. u. gr. Szirmay, s Dessewffy nemzetség. Ut. p. Eperjes.”
1850 és 1914 között sokan kivándoroltak a tengerentúlra. A település mezőgazdasági jellegét később is megőrizte. 1874-tól papírmalom működött a területén. A trianoni diktátum előtt Sáros vármegye Héthársi járásához tartozott.

## Népessége
| Év:            | 1994. | 2004.    | 2014.   | 2024.   |
| -------------- | ----- | -------- | ------- | ------- |
| Emberek száma: | 1319  | 1470     | 1522    | 1653    |
| Eltérés:       |       | +11,44 % | +3,53 % | +8,60 % |

| Év:            | 2023. | 2024.   |
| -------------- | ----- | ------- |
| Emberek száma: | 1639  | 1653    |
| Eltérés:       |       | +0,85 % |

1910-ben 576, túlnyomórészt szlovák lakosa volt.
2001-ben 1381 lakosából 1361 szlovák volt.
2011-ben 1505 lakosából 1372 szlovák.

## Nevezetességei
- Római katolikus temploma 1844-ben épült klasszicista stílusban.